# Полк (окръг, Уисконсин)
Вижте пояснителната страница за други значения на Полк.
Окръг Полк (на английски: Polk County) е окръг в щата Уисконсин, Съединени американски щати. Площта му е 2476 km², а населението - 44 977 души (1 април 2020). Административен център е град Балсам Лейк.